# Steak tartare
Pour les articles homonymes, voir Tartare.
Le steak tartare ou tartare est une recette à base de viande de bœuf, ou de viande de cheval crue, généralement hachée gros, ou coupée en petits cubes au couteau (d'où l'appellation de « tartare au couteau »). La recette actuelle figure dans Le Guide culinaire d'Auguste Escoffier de 1903 sous le nom de « beefsteak à l'américaine, ».
Le filet américain, spécialité belge, est inspiré du steak tartare avec une découpe de la viande plus fine. La différence principale entre le steak tartare et le filet américain est la mayonnaise,. Cette préparation est vendue traditionnellement en boucherie et traiteurs, mais parfois aussi en restauration rapide, notamment dans les friteries.
Par extension, le mot « tartare » est  employé pour désigner d'autres préparations crues et hachées à base de viande de veau, d'huîtres, de thon, de saumon, de courgettes…

## Histoire

### Lien entre viande crue et tatars
La consommation de viande hachée ou crue a été popularisée dans les régions slaves, lors de l'occupation mongole médiévale et introduite à Moscou par la Horde d'or. Les Mongols et leurs alliés les Tatars avaient pour tradition de hacher finement les viandes très dures comme le cheval et le chameau, pour les rendre comestibles, puis de lier la viande avec du lait ou des œufs. Ces peuples étaient considérés comme étant de la Tartarie, et les plats de viande crue ou hachée sont devenus associés dans l'imaginaire collectif à la Tartarie.
En Europe, l’ingénieur et cartographe du XVIIe siècle Guillaume Levasseur de Beauplan, qui a longtemps servi en Pologne-Lituanie, rapporte de nombreuses observations dans un ouvrage intitulé Description de l’Ukranie publié en 1651 à Rouen. Dans la recette mentionnée, attribuée aux Tatars mais observée chez les Cosaques zaporogues rencontrés sur le territoire de l'Ukraine, il s’agit de découper des morceaux de filet de cheval d’un à deux doigts d’épaisseur, puis, après les avoir abondamment salés d’un côté pour faire sortir le sang, de les placer sous la selle sur le dos de sa monture. La viande devait rester en place deux heures, puis était retirée et nettoyée de son écume sanglante sur le côté salé. Elle était ensuite retournée sur l’autre face et préparée de la même manière avant qu’elle ne soit jugée prête à être hachée, c’est-à-dire asséchée de son trop-plein de sang, au contraire de la viande simplement crue. Cependant, il est possible que cette interprétation résulte d'une confusion due à l'utilisation de fines tranches de viande pour protéger les plaies de la selle de frottements supplémentaires.
En 2021, il est le neuvième repas le plus recherché sur google au Québec.

### Diffusion de la consommation de viande crue en Occident
La consommation de viande crue se diffuse à Hambourg par les navires russes qui voyagent vers ce port au XVIIe siècle et alors qu'une communauté russe habite dans cette ville, qui est une des principales villes hanséatiques. La consommation de viande crue se diffuse ensuite en Amérique via les immigrants de l'Europe du Nord[réf. nécessaire] qui étaient nombreux à partir de Hambourg[réf. incomplète].
À New York, destination principale des bateaux en provenance de Hambourg, des restaurants commencent à servir cette viande à la mode hambourgeoise sous le nom de Hamburg-style American fillet, voire beefsteak à la Hambourgeoise[réf. incomplète],[réf. incomplète]. À la fin du XIXe siècle, le steak hambourgeois est courant dans les menus de nombreux restaurants du port de New York et on le trouve également dans des livres de recettes. La recette est alors basée sur du bœuf haché à la main, légèrement salé et souvent fumé, généralement servi cru dans un plat avec des oignons et de la chapelure, et contient un œuf cru.

### Origine française de l’appellation «tartare»
En France, on trouve des recettes désignées comme « tartare » avant le XIXe siècle, comme le « poulet tartare » ou les « anguilles tartare », plats accompagnés d'une sauce moutardée qui prend elle aussi le nom de « sauce tartare » qui se serait transmis à l'actuelle sauce tartare. Jules Verne, dans son roman de 1875, Michel Strogoff, adapté avec succès au théâtre en 1880, évoque une recette de koulbat décrite en ces termes par un hôtelier tatar « quelle est cette chose... koulbat ? - un pâté fait avec de la viande pilée et des œufs ». Certains y voient une des origines possibles de la recette du steak tartare en France.
Dans la seconde partie du XIXe siècle, la consommation de viande crue augmente de même que l'hippophagie et le steak tartare serait apparu en France dans ce contexte à la fin du XIXe siècle, à base de viande de cheval avant d'être supplanté par la viande de bœuf. Une recette de viande crue hachée, passée au tamis et assaisonnée de jaunes d’œufs crus, de fines herbes et d’épices fines apparaît dans un ouvrage de 1910 : Zomothérapie et viandes crues du docteur O'Followell.
Au début du XXe siècle, l'actuel steak tartare est connu en Europe sous le nom de steak à l'américaine. On trouve une première définition du steak tartare dans le guide culinaire d'Escoffier qui définit le « steack à la tartare » comme une variante de steak à l'américaine faite sans jaune d'œuf, servi avec une sauce tartare en accompagnement. Le nom du plat, qui serait donc lié à la sauce tartare, se contracte ensuite en « steak tartare »,. « Dans son édition de 1921 » selon les sources citées, mais la même définition est présente dans l'édition de 1903. La distinction entre le steak à l'américaine et le steak tartare finit par disparaître et c'est la désignation « tartare » qui s'impose pour la recette d'origine : l'édition de 1938 du Larousse Gastronomique décrit le steak tartare comme du bœuf haché cru servi avec un jaune d’œuf cru, sans mention de la sauce tartare.
L'appellation de steak tartare a été depuis reprise aux États-Unis.

## Composition

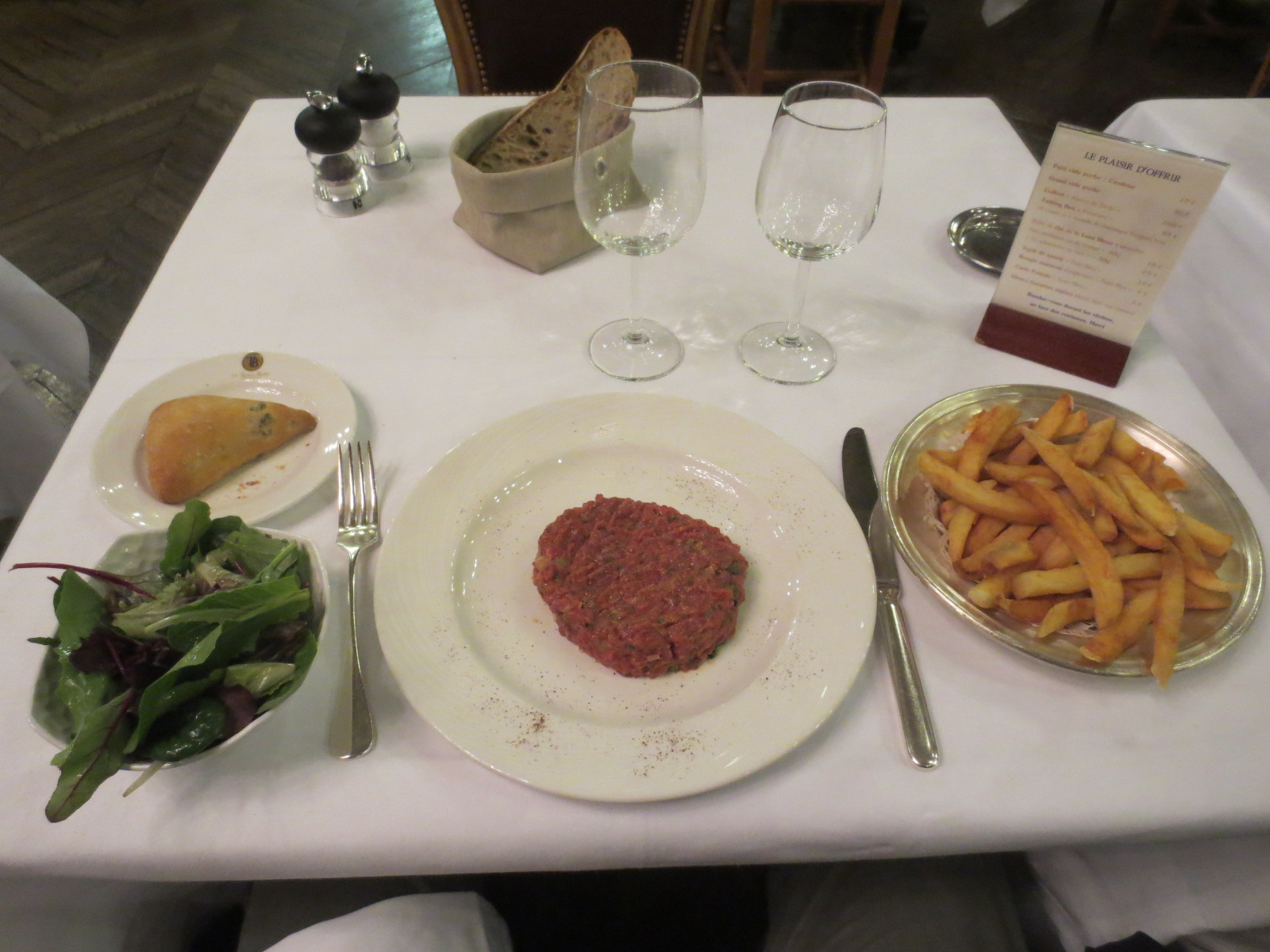
Tartare avec mesclun et frites au restaurant gastronomique Le Train bleu à Paris.

Le plat se consomme dorénavant avec de la viande de bœuf ou de cheval, hachée (rumsteck) et comprend du jaune d'œuf cru, de la moutarde, de la sauce anglaise, sel et poivre et parfois du ketchup, du Viandox, du Tabasco. On y ajoute en général d'autres condiments tels que câpres, cornichons, oignon, mélange d'herbes (persil, cerfeuil, estragon, ciboulette).
Le steak tartare est, en général, servi avec une assiette de frites et de la salade. Au restaurant, il peut être servi préparé ou non. Dans ce dernier cas, le jaune d’œuf est fréquemment dressé sur la portion de viande hachée.

## Variantes
Le steak tartare poêlé ou « aller retour » est une variante où le steak tartare est cuit brièvement sur chaque face avant d'être servi.
De nombreuses variantes existent en restauration avec l'ajout d'ingrédients personnalisant la recette (ajout de roquefort, foie gras, porto, etc.).
Le steak tartare fait également partie de la cuisine coréenne, où il peut être servi de deux façons : en plat seul (yukhoe), sur lequel on dépose un œuf cru auquel on ajoute sauce de soja, sucre, sel, huile de sésame, oignon, ail émincé, graines de sésame, poivre noir et julienne de bae (poire coréenne). Un pot de sauce au piment est également donné au consommateur, afin d'assaisonner le mets selon son goût ; ou mélangé au bibimbap.
Dans la recette italienne (génoise), on y ajoute un jaune d'œuf et des câpres, des cornichons, un peu d’huile d'olive, du persil, de l'ail et des oignons.
Le kitfo est la variante éthiopienne du steak tartare. La viande est servie saisie, ou juste chauffée dans du beurre clarifié et mélangée avec un mélange d'épices nommé mitmita. Elle est ensuite servie tiède sur une crêpe a base de farine de teff nommée injera.

## Galerie

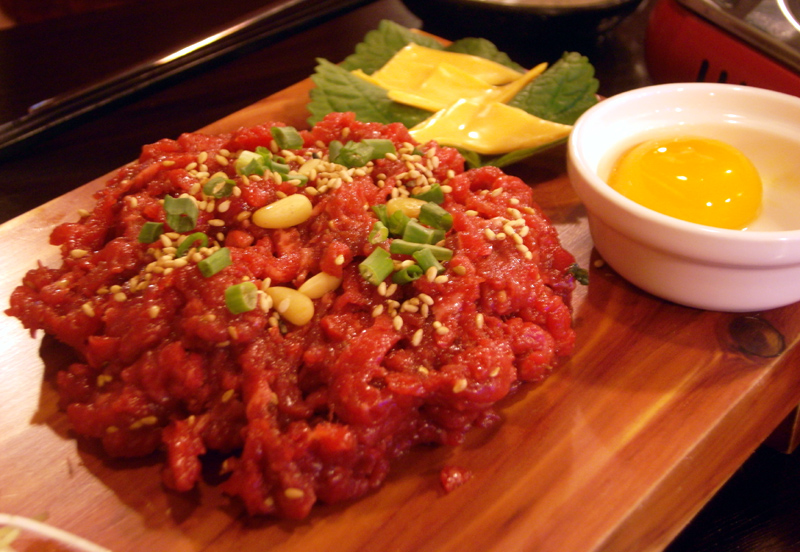
Yukhoe (cuisine coréenne), avec œuf cru servi à côté.
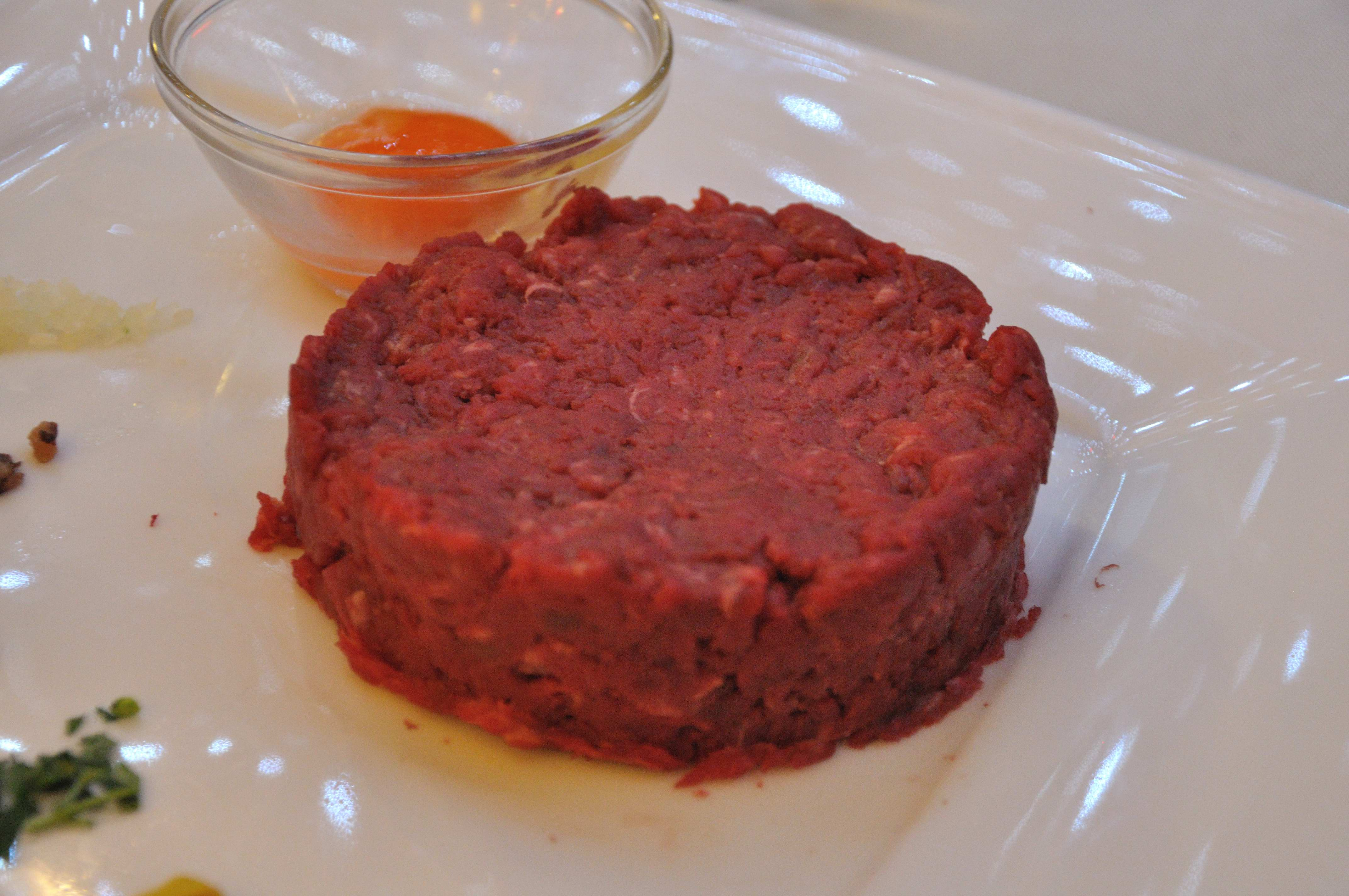
À Milan en Italie (l'œuf cru est servi à côté).
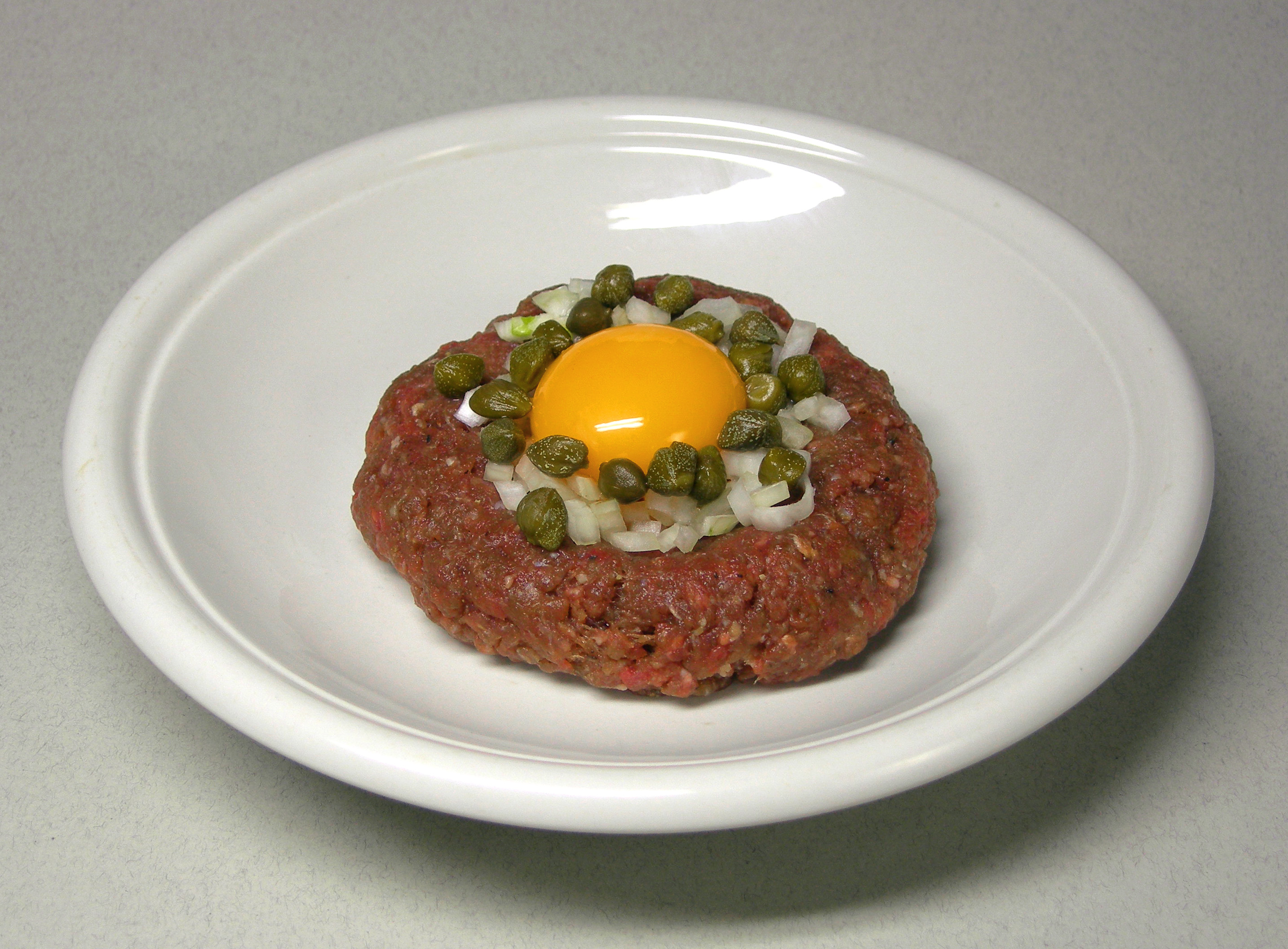
Steak tartare.
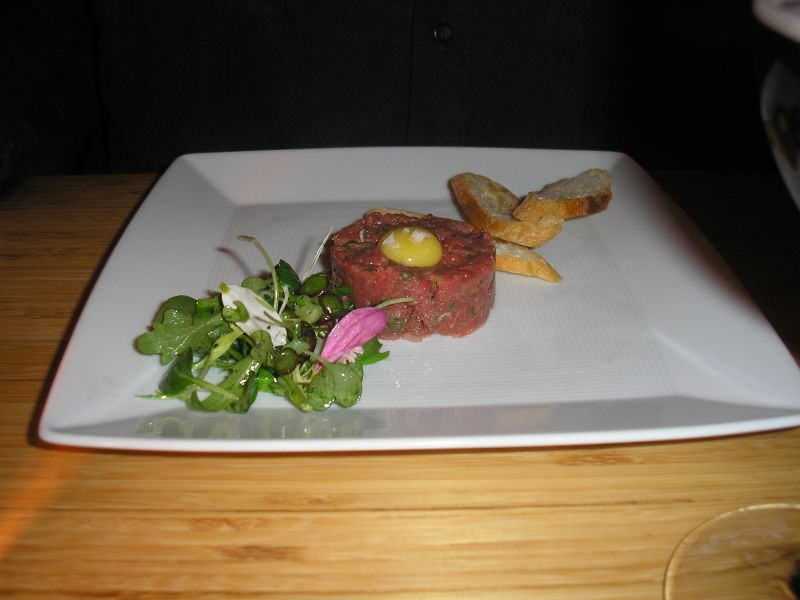
Steak tartare servi au Canada.
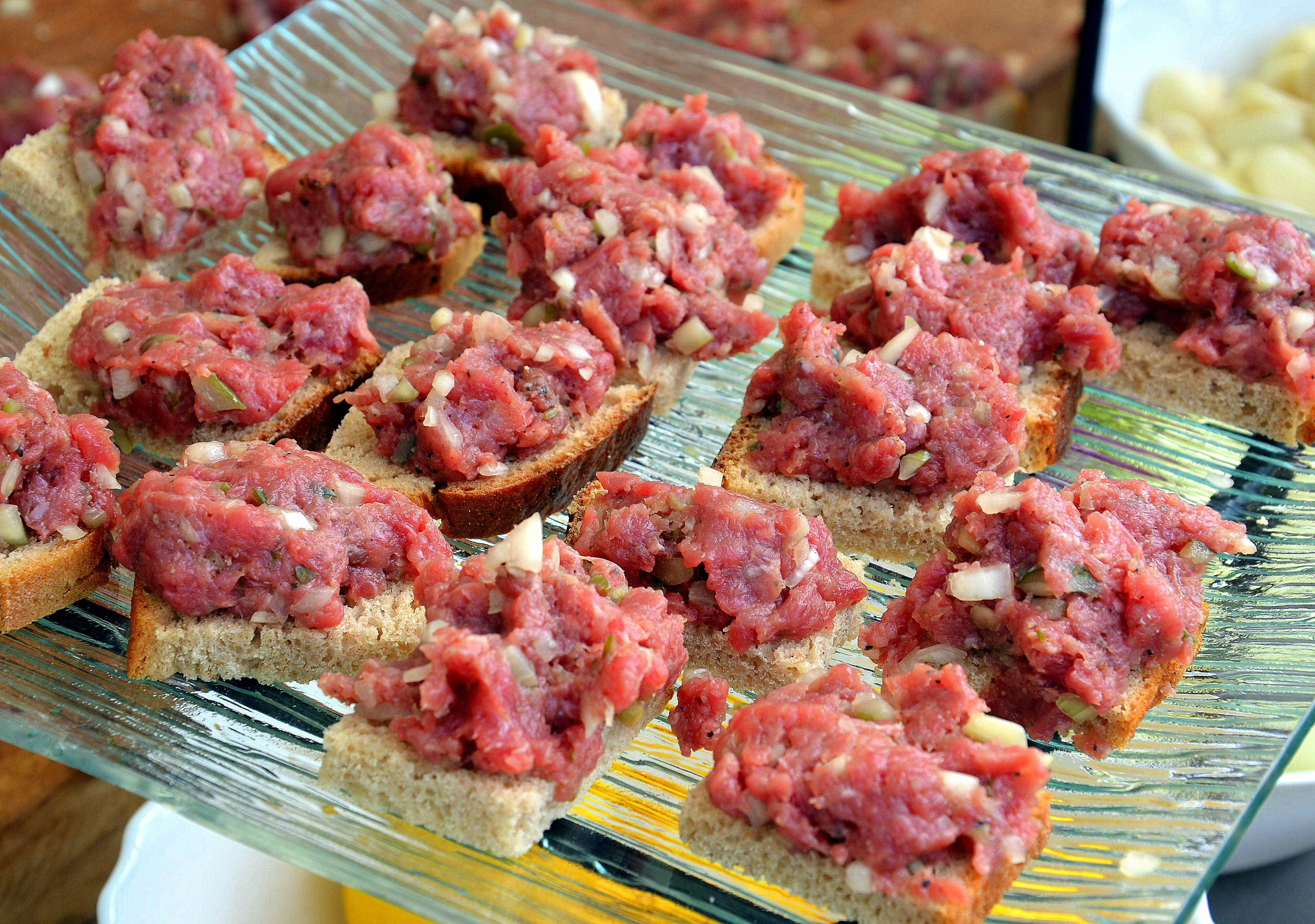
En Ukraine polonaise.
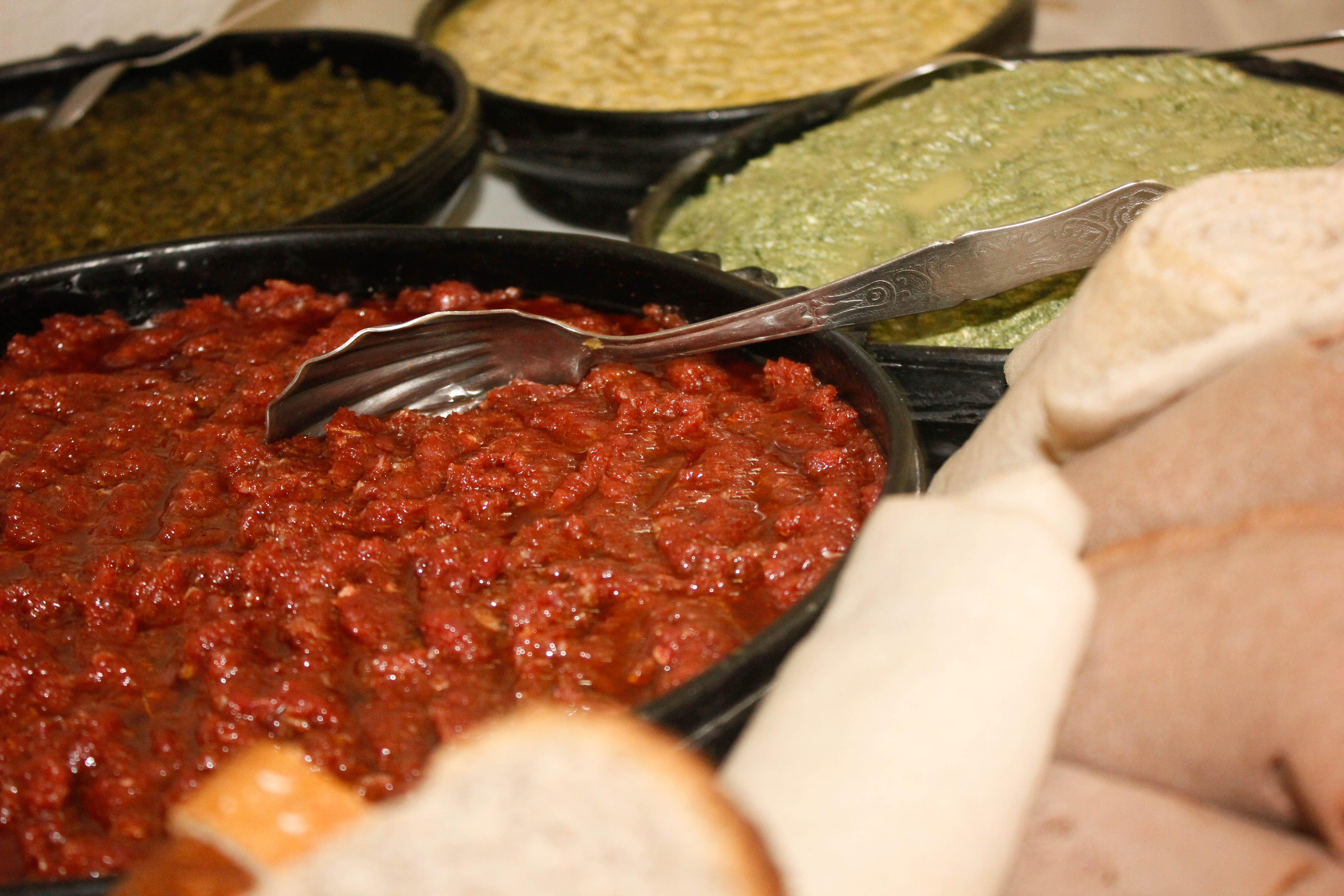
Le kitfo tartare servi en Érythrée et en Éthiopie.
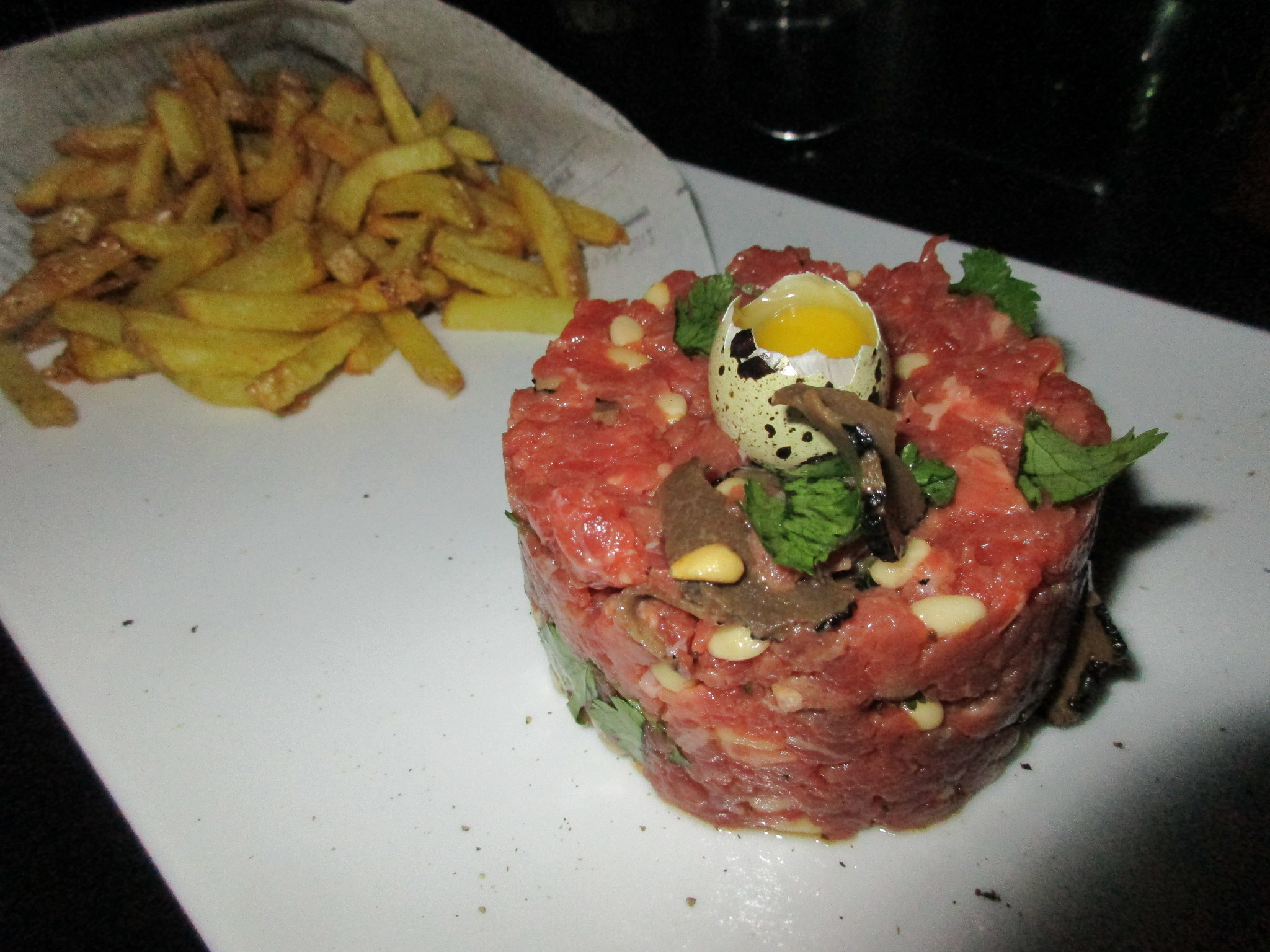
Avec truffe et œuf de caille.
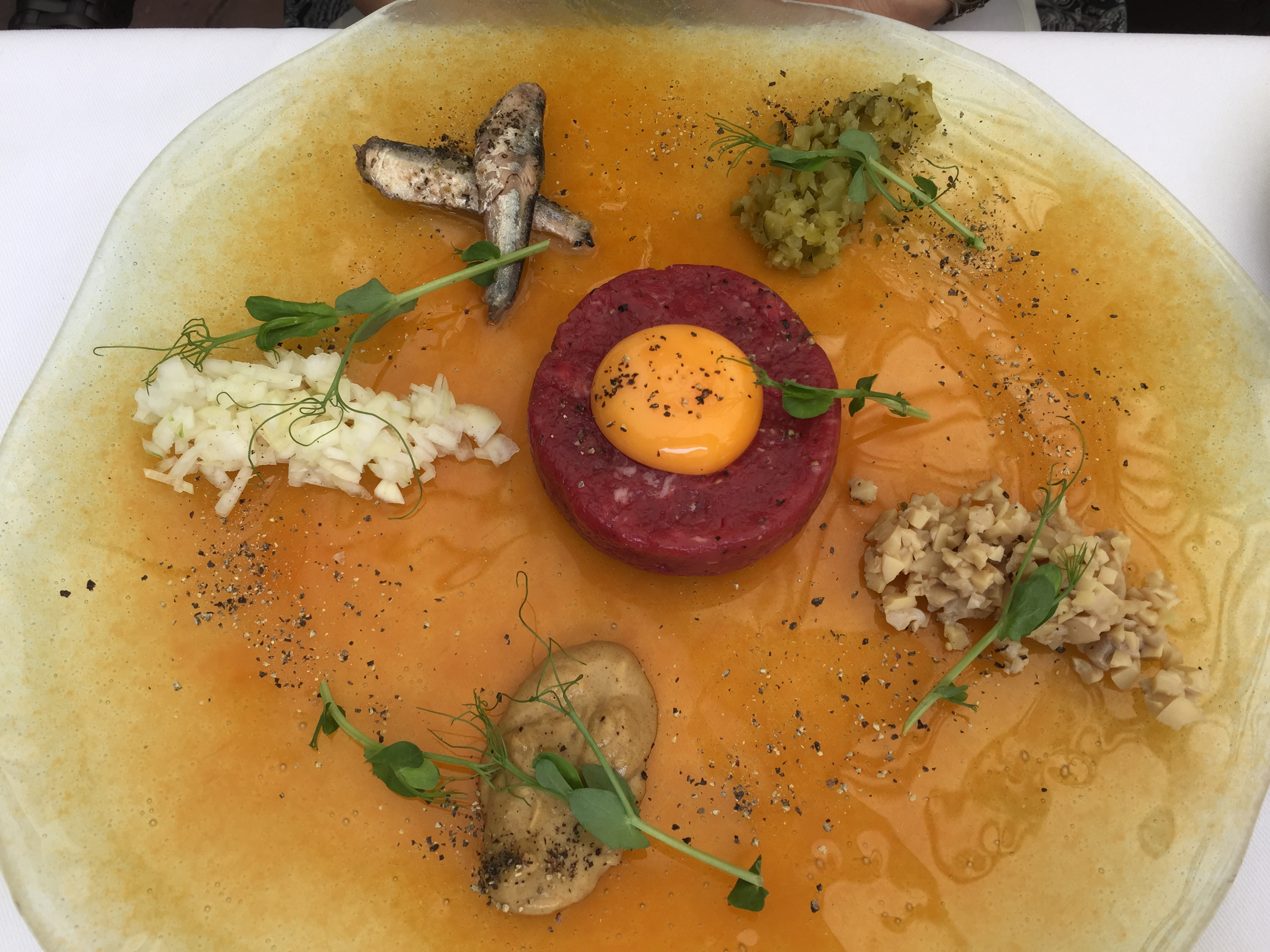
En Pologne.
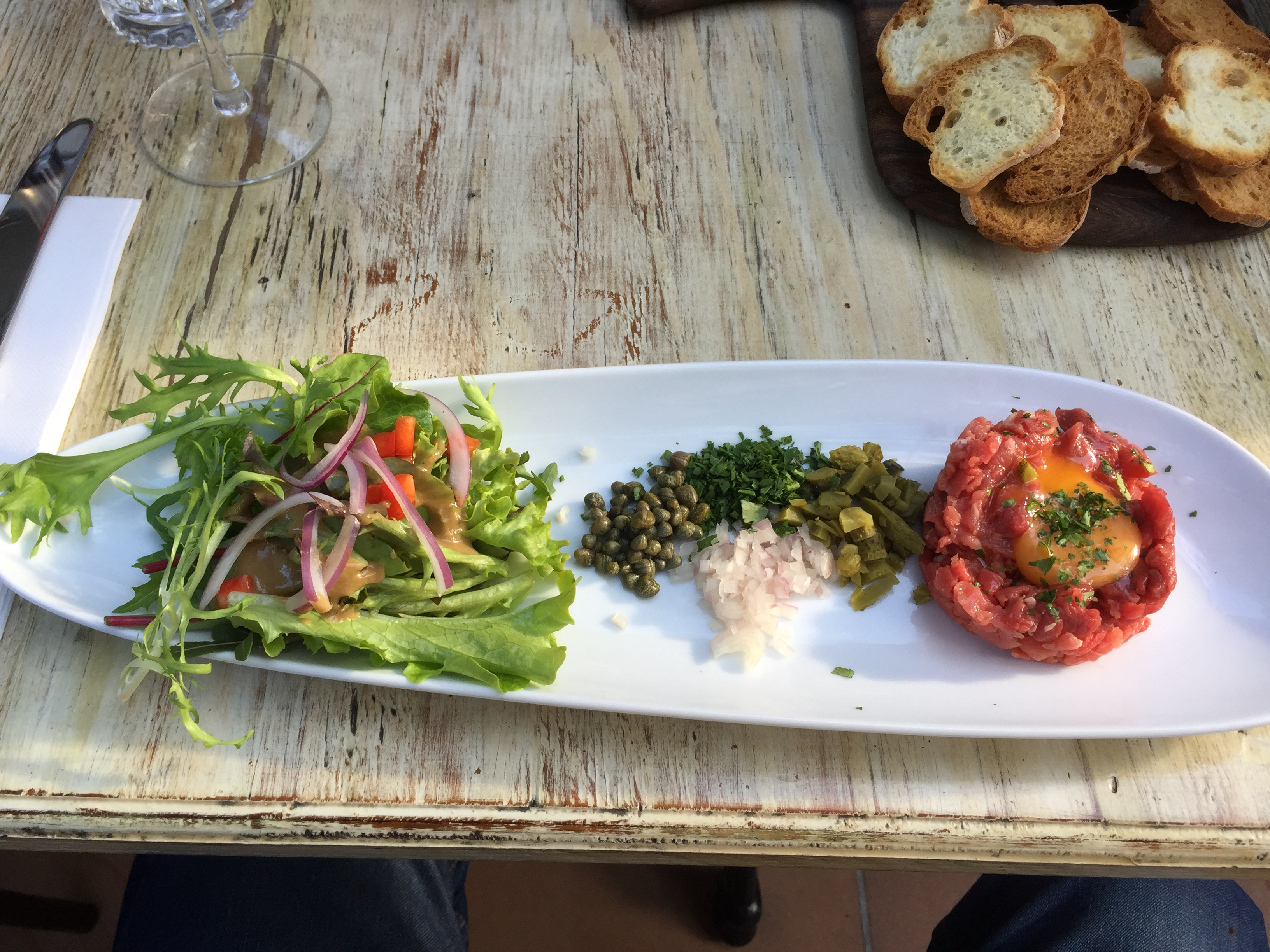
En Australie.
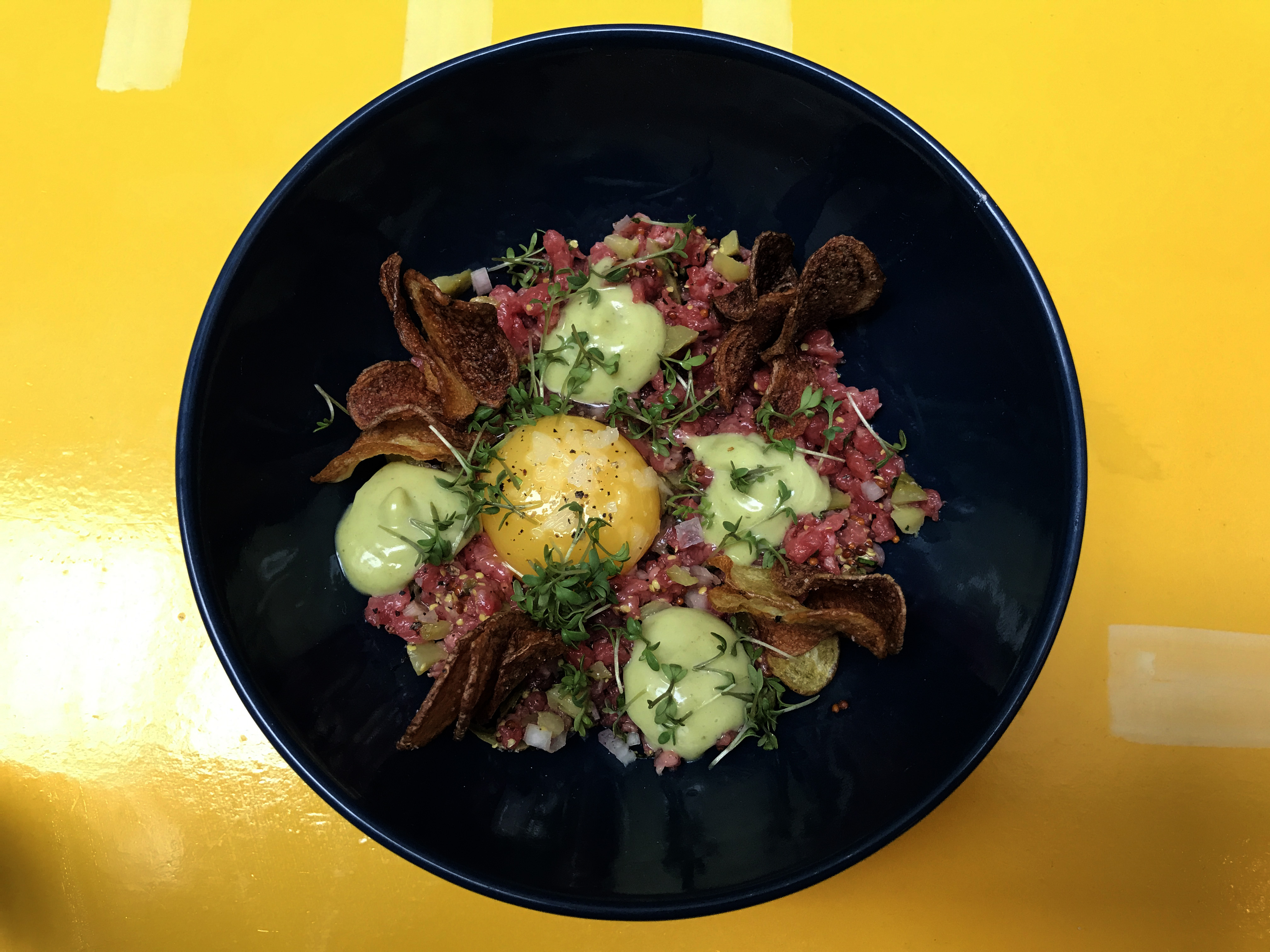
Steak tartare servi au Danemark.
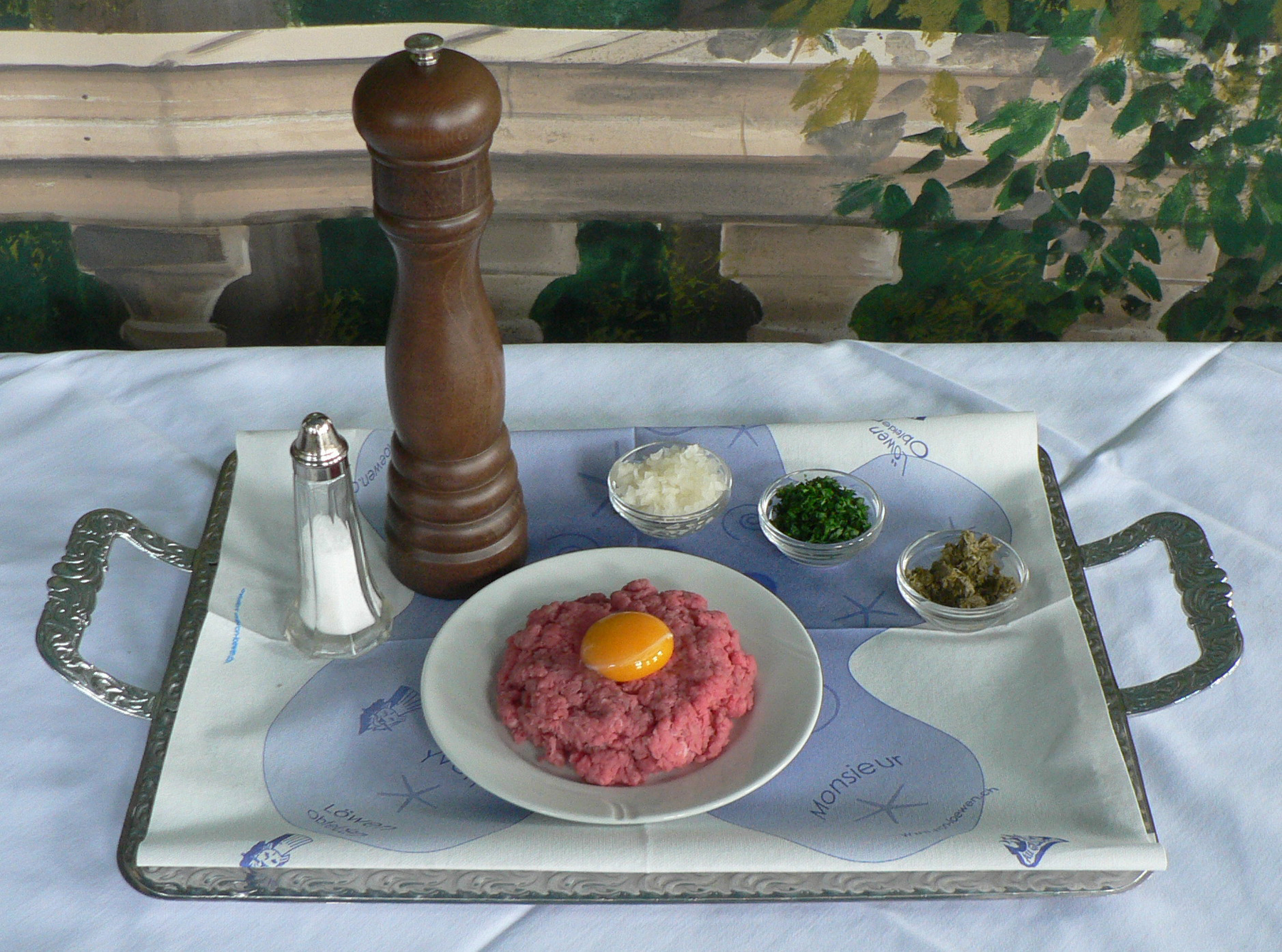
« À l'américaine », selon Escoffier (1903).
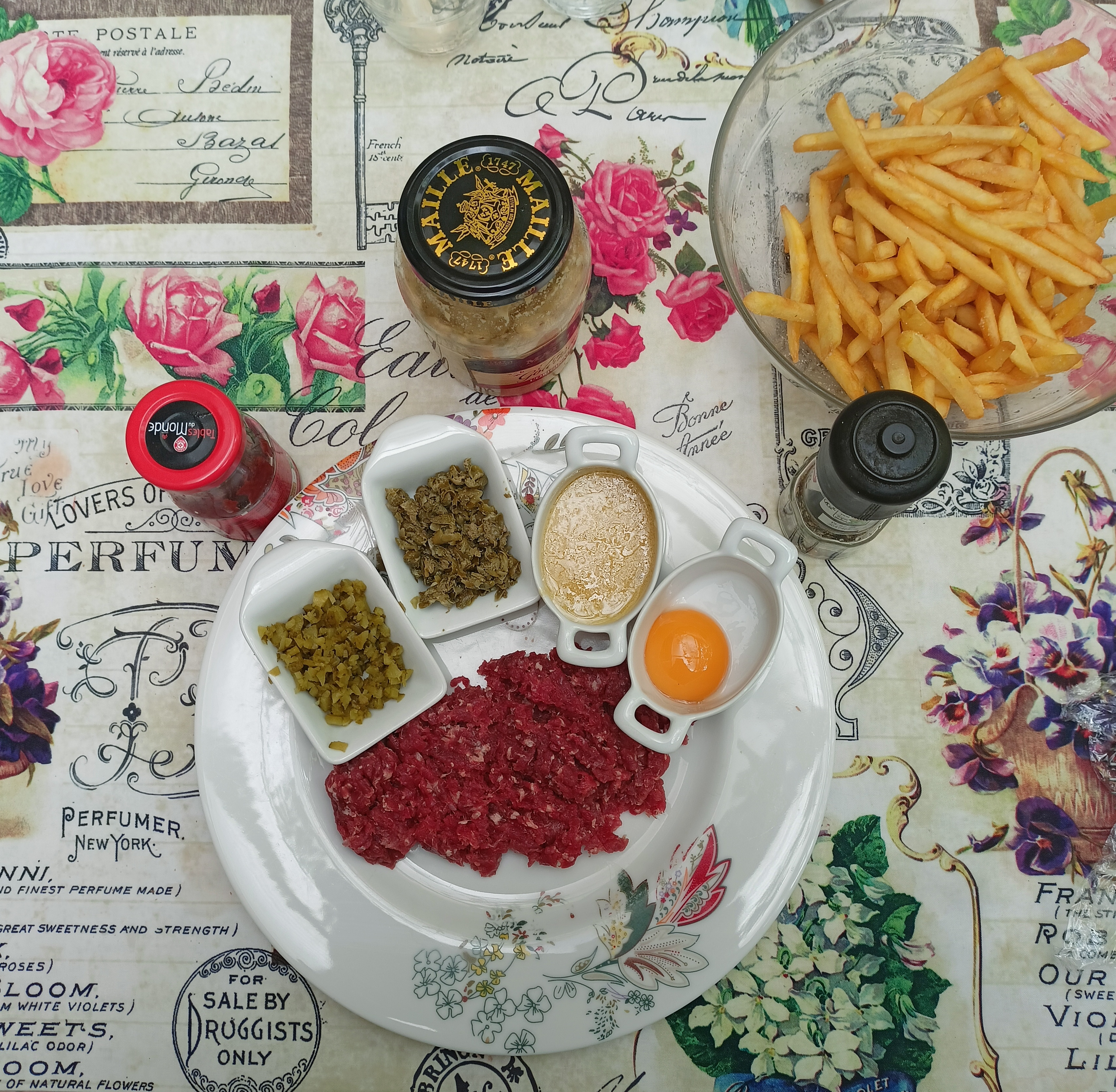
Steack Tartare - Ingrédients

## Filet américain
En Belgique, au Luxembourg ainsi qu'en France dans les départements du Nord et du Pas-de-Calais, le filet américain est une préparation similaire créé en Belgique en 1926. Le filet américain est parfois réalisé avec un assaisonnement de mayonnaise moutardée relevée de sauce Worcestershire et de Tabasco. Il peut être agrémenté d’oignons finement hachés, de câpres, de cornichons et d'oignons au vinaigre, incorporés à la préparation ou proposés séparément. Il est vendu en boucherie, et peut être mangé sur du pain ou avec des frites.
En restauration, on le trouve en garniture de sandwich dans les sandwicheries ou servi à l'assiette accompagné de frites et de crudités dans les restaurants, où il constitue un plat typique en Belgique. En Belgique, la présentation sur des tranches de pain grillé, généralement accompagnées de crudités, porte le nom de (toast) « cannibale ».

### Origine du filet américain
La recette et sa désignation sous le nom de « filet américain » sont dues au chef belge Joseph Niels, qui inventa en 1926 la recette qui se distingue clairement du steak tartare par la découpe fine de la viande, à un point tel qu'elle prend l'aspect d'une pâte et non d'un amas de morceaux de viande.

« Le garçon préparait devant vous une mayonnaise faite avec des œufs, moutarde, sel, poivre, oignons et persil hachés, câpres, sauce anglaise, anchois, ail et souvent du citron, accompagnée de pommes frites, cresson ou cressonnette, oignons et cornichons au vinaigre, puis mélangeait la viande de bœuf hachée. C’est cette préparation d’origine française qui était couramment préparée vers les années 1920 en Belgique et qui s’appelait “steak tartare”.
Le problème était que le garçon ou le maître d’hôtel, selon son humeur, assaisonnait cette préparation fort ou pas assez.
Lorsque notre grand-père, directeur du restaurant La Royale dans la galerie Saint Hubert en 1924, a ouvert la taverne-restaurant Canterbury au 129 boulevard Émile Jacqmain à Bruxelles, il a décidé de créer une autre préparation du steak tartare qu’il a appelée “filet américain”.
Recette : viande de bœuf hachée gros 1er choix ; grosse cuisse ou tache noire (plus de goût) bien dénervée, sauce mayonnaise renforcée en piccalilli haché finement, 4 jaunes d’œufs en plus au litre de mayonnaise, sel, poivre, véritable sauce anglaise (Lea & Perrins à l’exception de toute autre marque), oignons et persil finement hachés, câpres, pas d’ail, de citron ou d’anchois, servi bien entendu avec des pommes de terre frites belges (bintje) pas trop épaisses, un peu de cresson de rivière, oignons et cornichons aigre-doux, qui ne tuent pas le goût de la viande, bien mélanger avec une fourchette en bois pour arriver à une bonne onctuosité.
Le Canterbury étant devenu une école pour beaucoup de cuisiniers belges, petit à petit la recette a été reprise en Belgique.
De plus, cette recette étant préparée en cuisine, il y a une régularité d’assaisonnement que nous n’avions pas lorsque le personnel de salle la préparait devant vous. »

— Frédéric Niels (arrière-petit-fils de Joseph Niels)

Une autre théorie non fondée est que le steak à l'américaine était le nom porté par le steak tartare au début du xxe siècle, l’appellation belge pourrait être un simple maintien du nom de ce plat, renommé « tartare » en France au cours des années 1920 ou 1930. Cependant, cette théorie ne tient pas la route puisque le nom est "filet" et non "steak" et comme précisé par Joseph Niels, le steak tartare est la source d'inspiration et non une simple variante du plat.

### Variantes
Le filet américain est proposé à la vente sous diverses appellations réglementées :
- « filet américain », « steak haché préparé », « bifsteck » : il s’agit exclusivement de viande hachée crue de bœuf ou de cheval ; dans ce dernier cas, la composition de la préparation doit être clairement indiquée[29] ;
- « préparé du chef » et « Martino » peuvent être composés de bœuf et de porc, leur assaisonnement dépendant du choix du préparateur[29].

Selon Eric Boschman et Nathalie Derny, la préparation du filet américain Martino inclut moutarde, mayonnaise, poivre de Cayenne et paprika. Dans le sandwich Martino, qui aurait été créé à Gand, il se déguste additionné de légumes au vinaigre, d’anchois, de moutarde et d’un trait de Tabasco.

## Santé
En consommant de la viande de bœuf crue, il est possible de se retrouver parasité par le ténia du bœuf (ver solitaire).

## Dans la culture populaire
Dans l'épisode 2, intitulé Le Restaurant, de la série télévisée britannique Mr Bean, Bean commande un steak tartare dont il essaye de se débarrasser par la suite car n'appréciant pas le goût.